# Landsbyen og dens Ungdom
Landsbyen og dens Ungdom er en dansk dokumentarfilm fra 1946 instrueret af Just Thorning og efter manuskript af Thomas Christensen.

## Handling
Filmen er en agitation for, at der både på kommunalt plan og i de enkelte landbrug gøres en større indsats for at fremme landbo- og landsbyungdommens interesse for god udnyttelse af fritiden.